# Tangram

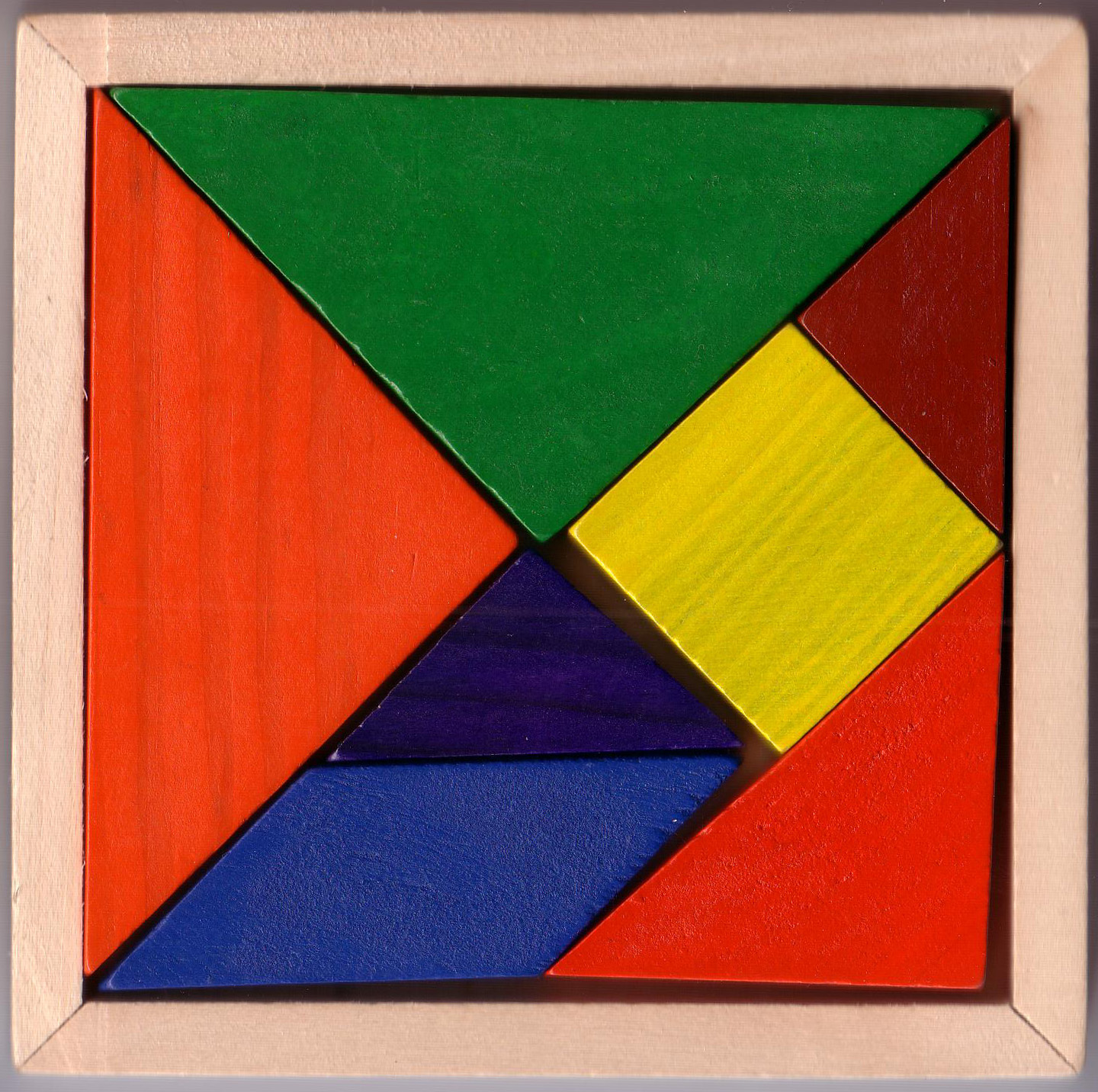
Ett tangram av trä i en förvaringsram.

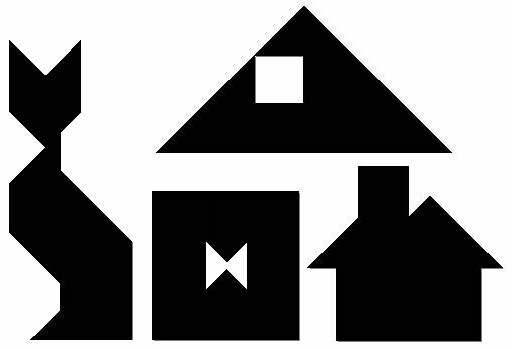
Fyra exempel på olika former som kan skapas.

Ett tangram (kinesiska: 七巧板?, pinyin: qī qiǎo bǎn) är ett pussel som ursprungligen kommer från Kina. Det består av sju bitar med bestämda former, fem rätvinkliga trianglar, en kvadrat och en parallellogram, som kan läggas ihop för att bilda olika figurer. Utmaningen är att försöka bilda en viss given figur som endast visas som en silhuett. Man måste använda alla sju bitarna och dessa får ej överlappa varandra.

## Paradoxer
En tangramparadox är en skenbar omöjlighet: Två figurer sammansatta av samma former, där den ena är en delmängd av den andra. En berömd paradox är med två munkar där den ena saknar en fot. Om man tittar noga ser man dock att den munk som saknar fot istället har något större kroppsarea. 

Paradoxen med de två munkarna - två figurer uppbyggda av samma former där den ena saknar en fot.
Magiska bägare - från Sam Loyd’s bok Eighth Book of Tan (1903). Tre bägare uppbyggda av samma former men två av dem saknar bitar.[3]

## Japanskt tangram
I Japan förekommer en variant av det vanliga tangrammet. Även den består av sju bitar men formerna är annorlunda.

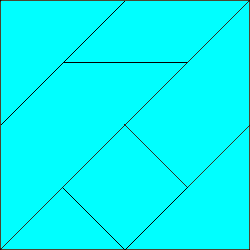
Japanskt tangram